# Они лепи рођендани
„Они лепи рођендани” је југословенски ТВ филм из 1973. године. Режирала га је Вида Огњеновић а сценарио је написао Алексеј Арбузов

## Улоге
| Глумац              | Улога |
| ------------------- | ----- |
| Ђурђија Цветић      |       |
| Ђорђе Јелисић       |       |
| Славка Јеринић      |       |
| Соња Кнежевић       |       |
| Раде Марковић       |       |
| Миодраг Радовановић |       |
| Јосиф Татић         |       |
| Власта Велисављевић |       |